# Fedora (pel·lícula)
Fedora és una pel·lícula dramàtica de 1978 de coproducció entre França i Alemanya Occidental. El guió, de Billy Wilder i I.A.L. Diamond, està basat en una novel·la curta de Tom Tryon inclosa en la seva col·lecció Crowned Heads, publicada en 1976.
La pel·lícula va ser dirigida per Wilder, i va comptar amb l'actuació de William Holden, Marthe Keller, Hildegard Knef, José Ferrer i Mario Adorf.
Pot veure's a Henry Fonda i a Michael York en un cameo: Fonda, com el president de l'Acadèmia de les Arts i les Ciències Cinematogràfiques de Hollywood, que presenta la concessió del premi per la seva trajectòria professional a Fedora; York, com ell mateix.

## Argument
Fedora (Hildegard Knef), una actriu retirada que havia estat una de les majors estrelles del món del cinema clàssic i que havia mantingut la seva bellesa llegendària malgrat l'edat, se suïcida llançant-se al pas d'un tren a París. Entre els assistents al seu funeral està Barry "Dutch" Detweiler (William Holden), un veterà productor de Hollywood amb qui va tenir en el seu moment una breu relació sentimental.
Detweiler rememora la seva última trobada amb Fedora dues setmanes enrere, a la seva vila en una illa pròxima a l'illa de Corfú, en què va intentar convèncer-la per a tornar al cinema protagonitzant una nova versió d'Anna Karenina. Fedora es mostra il·lusionada, i li conta que se sent presonera en el seu propi retir, vigilada per l'anciana Comtessa Sobryanski (Marthe Keller), per la seva serventa i el seu xofer, i pel Dr. Vando (José Ferrer), aparentment responsable del seu aspecte juvenil malgrat la seva edat real. L'entorn de Fedora s'oposa al seu retorn als rodatges, i quan Dutch intenta ajudar l'actriu, és atacat pel xofer, i desperta una setmana després amb la notícia que Fedora s'ha suïcidat.
En el funeral de Fedora, Dutch acusa Vando i la Comtessa de portar a l'actriu a la seva mort, i aquests li revelen la veritat: la Comtessa és en realitat la veritable Fedora, i la dona atropellada pel tren era la seva filla Antonia, que havia pres el nom i la personalitat de l'actriu recolzada en la seva semblança física, després que un dels tractaments del Dr. Vando acabés amb Fedora irremeiablement desfigurada. La suplantació de Fedora per part de la seva filla va funcionar fins que aquesta es va enamorar d'un actor (Michael York, que s'interpreta a si mateix) durant el rodatge d'un film, i va decidir explicar-li la veritat. Per a evitar la seva confessió, Antonia havia estat portada a l'illa i mantinguda en silenci per l'entorn de la seva mare a base de drogues fins que la visita de Dutch li dona l'oportunitat d'escapar i dur a terme el seu suïcidi. Commocionat per la informació però decidit a no revelar la veritat en record del seu amor per l'actriu, el productor marxa del cementiri i mai torna a veure a la veritable Fedora, que mor sis setmanes més tard.

## Repartiment
- William Holden - Barry "Dutch" Detweiler
- Marthe Keller - Fedora/Antonia
- Hildegard Knef - Comtessa Sobryanski
- José Ferrer as Dr. Vando
- Frances Sternhagen	- Miss Balfour
- Stephen Collins - Jove Barry Detweiler
- Gottfried John - Kritos
- Arlene Francis - El locutor de televisió
- Mario Adorf - Director de l'hotel
- Michael York - Ell mateix
- Henry Fonda - President de l'Acadèmia

## Problemes de producció
La seva pel·lícula immediatament anterior, Primera plana, llançada per Wilder quatre anys abans, havia resultat un fracàs de crítica i taquilla, i els directius de la Universal van vacil·lar a produir aquesta, fins al punt que Wilder va començar a oferir-la a altres estudis. Una injecció de capital d'inversors alemanys li va permetre rodar la pel·lícula.
Marlene Dietrich era l'actriu desitjada per al personatge de Fedora; i Faye Dunaway, per al de la seva filla Antonia. Dietrich va menysprear el llibre original i va pensar que el guió no era cap millora. Sydney Pollack va convidar Wilder al prellençament de Bobby Deerfield, on actuava Marthe Keller, i Wilder va decidir oferir-li tots dos papers, de mare i filla, però l'actriu havia sofert danys facials en un accident d'automòbil i no podia usar el maquillatge pesat requerit per a transformar-la en anciana, així que va oferir el paper a Hildegard Knef.
Atès que les veus de Keller i Knef no s'assemblaven (cosa crucial en la pel·lícula), va emprar a l'actriu alemanya Inga Bunsch per doblar el diàleg de totes dues dones en el llançament en llengua anglesa de la pel·lícula. Keller va registrar les veus per a tots dos caràcters en la versió francesa, i Knef ho va fer per al llançament alemany.
Allied Artists van desistir de distribuir la pel·lícula després de la seva preestrena en una sessió benèfica de la Myasthenia Gravis Foundation en Nova York, amb una resposta poc entusiasta de l'audiència. La pel·lícula va ser adquirida per Lorimar Productions, que va planejar cedir-la a la CBS per a la televisió. Abans que es realitzés l'oferta, United Artists es van decidir. Van llançar la pel·lícula amb poca publicitat en un petit grup de sales americanes i europees, la qual cosa va incitar a Wilder a demandar a l'estudi per gastar prop de $625 en la campanya de comercialització.
Després de retallar dotze minuts seguint recomanacions de l'estudi, Wilder va passar la pel·lícula en Santa Bàrbara: l'audiència va començar a riure's en escenes equivocades. Desanimat per la resposta i per tots els problemes que havia trobat, el director va rebutjar fer més correccions. El 30 de maig de 1978, va ser la premier mundial en el Festival Internacional de Cinema de Cannes com a part d'una retrospectiva del treball de Wilder.